# Kone
Kone è una società fondata nel 1910, tra le aziende leader al mondo nella fabbricazione e manutenzione di ascensori, scale mobili e altri sistemi di trasporto guidati. Kone significa "macchina" in finlandese.
È il secondo produttore di ascensori a pari merito con la Svizzera Schindler.
I principali concorrenti della società finlandese sono la svizzera Schindler, la tedesca ThyssenKrupp e la statunitense Otis.

## Storia
Le azioni di classe B della Pilon Corporation erano quotate alla borsa di Helsinki dal 1967. In Italia nel 1985, la Kone ha acquisito i tre marchi storici del settore ascensoristico Sabiem, Fiam (1987) e Bassetti Elevatori (1990). Il gruppo venne diviso in due entità chiamate Kone Elevators & Escalators e Cargotec nel giugno 2005.
Il 21 febbraio 2007, la Commissione europea ha condannato i quattro principali fabbricanti mondiali d'ascensori (Kone, Otis, Schindler e ThyssenKrupp) per avere preso parte ad un cartello sul mercato degli ascensori e delle scale mobili che violava le regole della concorrenza scritte nei trattati europei. Kone è stata condannata a pagare una multa di 142 milioni d'euro.
Nel luglio 2015, Toshiba ha venduto la sua partecipazione di 4,6 % in Kone per 864,7 milioni d'euro.Nel 2015 KONE ha riportato in bilancio vendite nette per EUR 8,6 miliardi e 50.000 dipendenti. Le azioni di classe B di KONE Corporation sono quotate al NASDAQ OMX Helsinki Ltd in Finlandia.

## Attività

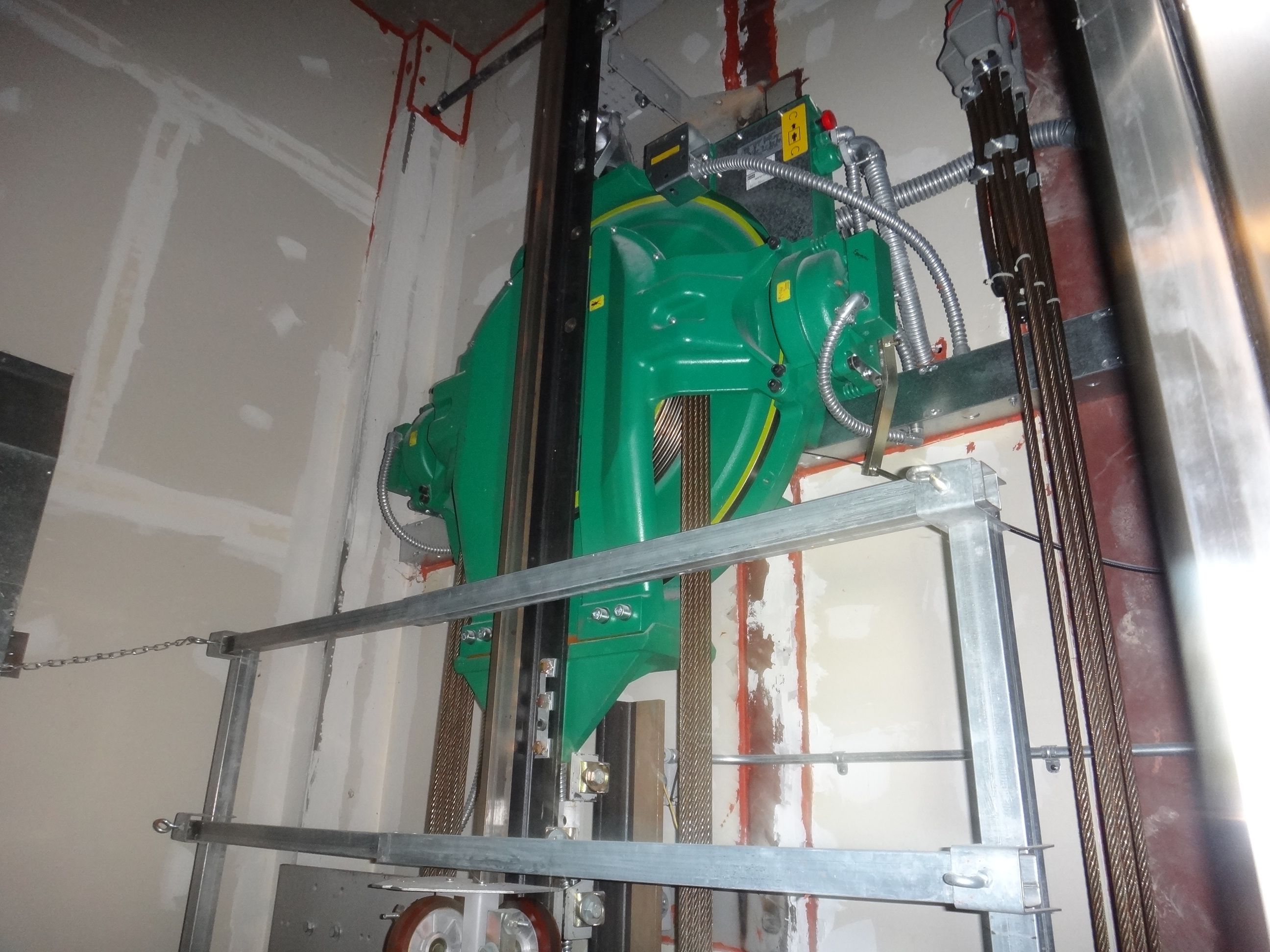
KONE ecoDISC

Kone è presente nell'installazione, la manutenzione, l'ammodernamento di ascensori, di scale mobili e di porte automatiche. Il suo fatturato netto annuo era di 4,987 miliardi di euro nel 2010. La società impiegava 34.000 persone.
Serve oltre 400.000 clienti in tutto il mondo, è presente con più di 1.000 sedi e fornisce assistenza ad oltre 1.100.000 di impianti a livello globale.
L'impresa possiede otto unità di produzione ripartite sui principali mercati così come sette centri di R&D. La sua sede si trova ad Espoo in Finlandia.
Conta 800 centri di servizio ripartiti in più di 50 paesi. Oltre la consegna di circa 30 000 nuovi ascensori e scale meccaniche ogni anno, provvede alla manutenzione di 570.000 apparecchi, così come più di 270.000 porte automatiche.
Dispone di un luogo di test di ascensori in Finlandia nella città di Lohja, più precisamente accanto ad una miniera di calcare chiamata Tytyri. Gli ascensori provati sono degli ascensori veloci (da 6 a 17 m/s), e normali.

## Tutela ambientale
L'obiettivo primario di KONE è sviluppare i propri prodotti, i processi produttivi e le procedure operative tenendo in considerazione l'impatto ambientale prodotto durante l'intero ciclo di vita degli stessi. I prodotti KONE offrono i vantaggi associati a una lunga durata e a un ciclo di vita media esteso, se sottoposti a una manutenzione appropriata.
L'impegno verso le problematiche ambientali è definito nella strategia ambientale della società; contribuisce alla salvaguardia dell'ambiente sia direttamente sia indirettamente, attraverso i propri clienti e i propri fornitori.

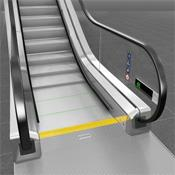
ECO 3000

## Storia dell'innovazione
Nel 1996 Kone è stato il primo costruttore a introdurre sul mercato un ascensore senza sala macchine, reso possibile grazie all'invenzione del sistema di trazione EcoDisc basato su un motore sincrono assiale a magneti permanenti. La filosofia costruttiva MonoSpace divenne rapidamente la tecnologia di riferimento del settore, sostituendo le tecnologie tradizionali e aggiudicandosi prestigiosi riconoscimenti per la sua portata innovativa.